# Siergiej Timofiejew (ur. 1965)
Siergiej Anatoljewicz Timofiejew, ros. Сергей Анатольевич Тимофеев (ur. 5 marca 1965 w Pawłodarze, Kazachska SRR) – kazachski piłkarz pochodzenia rosyjskiego, grający na pozycji obrońcy lub pomocnika, trener piłkarski.

## Kariera piłkarska

### Kariera klubowa
Wychowanek Szkoły Sportowej w Pawłodarze. W 1982 rozpoczął karierę piłkarską w miejscowej drużynie Traktor Pawłodar. W 1985 został zaproszony do Kajratu Ałmaty. Od 1990 występował w klubach Spartak Władykaukaz, Worskła Połtawa, Nywa Tarnopol, Dinamo Moskwa, Ałanija Władykaukaz, Łokomotiw Niżny Nowogród, Sokoł Saratów, Jesil-Bogatyr Petropawł i Irtysz Pawłodar. W 2004 roku przeszedł do Ekibastuzca Ekibastuz, w którym zakończył karierę piłkarza.

### Kariera reprezentacyjna
W 1990 rozegrał jeden nieoficjalny mecz w reprezentacji klubów ZSRR. W latach 1997–2000 bronił barw narodowej reprezentacji Kazachstanu.

## Kariera trenerska
Po zakończeniu kariery piłkarza rozpoczął pracę szkoleniowca. W 2000 ukończył Wyższą Szkołę Trenerów w Moskwie i pracował jako asystent trenera w Access-Golden Grane Petropawł. W 2004 prowadził Ekibastuziec Ekibastuz. 30 kwietnia 2004 roku został mianowany na selekcjonera narodowej reprezentacji Kazachstanu, którą kierował do 9 listopada 2005. Zespół pod jego kierownictwem rozegrał 13 gier. Od czerwca do końca 2005 również stał na czele FK Atyrau. W 2006 pomagał trenować FK Rostow. W 2007 pracował jako administrator w Sodowiku Sterlitamak. Od 11 września 2008 do 13 października 2008 obejmował stanowisko głównego trenera FK Łuchowicy, a w 2009 (do 7 czerwca) pracował jako asystent trenera w sztabie szkoleniowym klubu MWD Rossii-Kryłatskoje Moskwa. Od 11 stycznia do 18 sierpnia 2010 kierował Sachalinem Jużnosachalińsk, a 11 stycznia 2011 do 16 marca 2012 trenował Mostowik-Primorje Ussuryjsk. Od 27 września 2012 do 1 maja 2014 ponownie stał na czele Sachalinu Jużnosachalińsk. 5 stycznia 2016 objął stanowisko dyrektora technicznego klubu Ałtaj Semej.

## Sukcesy i odznaczenia

### Sukcesy piłkarskie
Dinamo Moskwa
- wicemistrz Rosji: 1994
- brązowy medalista Mistrzostw Rosji: 1992, 1993

Ałanija Władykaukaz
- mistrz Rosji: 1995
- brązowy medalista Mistrzostw Rosji: 1996
- zdobywca Pucharu Rosji: 1995

Access-Golden Grane Petropawł
- wicemistrz Kazachstanu: 2000
- brązowy medalista Mistrzostw Kazachstanu: 2001

Irtysz Pawłodar
- mistrz Kazachstanu: 2002, 2003

### Sukcesy indywidualne
- wybrany do listy 33 najlepszych piłkarzy Rosji: 1993

### Odznaczenia
- tytuł Mistrza Sportu ZSRR: 1990